# Jan Králík
Jan Králík (ur. 7 marca 1987 w Uściu nad Łabą) – czeski piłkarz występujący na pozycji atakującego pomocnika lub napastnika.

## Kariera piłkarska

### Kariera klubowa
Wychowanek FK Teplice. W 2006 wyjechał na trzymiesięczny trening próbny do Interu Mediolan. Potem przez pół roku występował w drużynie juniorskiej Viktorii Žižkov, po czym w styczniu 2007 został wypożyczony do MŠK Rimavská Sobota. W czerwcu 2007 roku przeniósł się do MFK Ružomberok, w którym zagrał tylko jeden mecz, a później leczył się z powodu kontuzji. W styczniu 2008 roku przeszedł do Slovana Bratysława, w którym przez wysoką konkurencję nieczęsto wychodził w podstawowej jedenastce. 9 września 2011 podpisał 2-letni kontrakt z ukraińskim FK Ołeksandrija. Podczas przerwy zimowej sezonu 2012/13 powrócił do Viktorii Žižkov.

## Sukcesy i odznaczenia

### Sukcesy klubowe
- mistrz Słowacji: 2009, 2011
- finalista Pucharu Słowacji: 2010, 2011